# Mont-rocós
El Mont-rocós és una serra situada al municipi de Vidreres a la comarca de la Selva, amb una elevació màxima de 170 metres.